# Historischer Basar in Täbris
Der Historische Basar in Täbris (persisch بازار تبریز) ist eine UNESCO-Welterbestätte im Iran.
Täbris war eine der wichtigsten Stationen auf der historischen Seidenstraße. Der Basar erlebte eine erste Blütezeit im 13. Jahrhundert, als Täbris Hauptstadt des Safawidenreichs war. Auch als Täbris im 16. Jahrhundert den Status als Hauptstadt verlor, blieb die Stadt, und damit auch ihr Basar, doch bis Ende des 18. Jahrhunderts ein wirtschaftliches Zentrum.
Der Basarkomplex besteht aus miteinander verbundenen Bauten aus Ziegelmauerwerk, die unterschiedlichen Zwecken dienten. Der Basar war nicht nur ein Ort des Warenaustauschs, sondern auch des sozialen Lebens. Hier gab es Schulen und religiöse Einrichtungen.

## Beschreibung

### Zonen des Welterbes
Das Gebiet des Historischen Basars von Täbris, das als Welterbe unter Schutz gestellt wurde, umfasst folgende Areale:
- das erhaltene Zentrum des Großen Basars;
- Goi Machid (Blaue Moschee) mit den erhaltenen Resten von drei kleineren Basaren, die die Moschee mit dem Zentrum des Basars verbinden;
- Sorkhāb Bāzārkhāsi, ein kleiner Basar mit alter Bausubstanz.

Die Pufferzone (75.408 Hektar) ist praktisch identisch mit der Altstadt von Täbris innerhalb der Stadtmauern. Die umgebende Kulturlandschaftszone (492.823 Hektar) wurde ausgewiesen, um den Bau von Hochhäusern in der Nachbarschaft des Großen Basars zu verhindern.

### Gebäudetypen

#### Sārās
Ein großer Innenhof wird von ein- oder zweistöckigen Gebäuden gerahmt, die aus Reihen von separaten Räumen bestehen. Waren konnten hier gelagert werden, aber die Anlage eignete sich auch für Wohnzwecke. Wegen der vielen sozialen Aufgaben, die sārās erfüllten, waren sie besonders sorgfältig gestaltet. Von den 26 sārās, die in Täbris noch erhalten sind, sind unter architektonischem Gesichtspunkt folgende besonders interessant: Mirzā-Jalil, Jafariya und Amir Sarāyi.

#### Timchas
In den Funktionen mit den sārās vergleichbar, boten timchas weniger Komfort. Sie waren überdacht, oft mit komplizierten Gewölbeformen. In den einzelnen Räumen dieser Bauensembles handelte man mit besonders wertvollen Gütern, die auch hier gelagert wurden. Von den zwanzig timchas in Täbris sind Muzaffariyya und Amir Timchasi die wichtigsten.

#### Straßennetz
Eine Basarstraße wird als rasta bezeichnet. An einer geraden, oft überdachten Straße reihen sich beiderseits die einzelnen Geschäfte. In Täbriz verlaufen die wichtigsten Basarstraßen parallel in Nord-Süd-Richtung und sind durch Querstraßen in West-Ost-Richtung miteinander verbunden. Als chārsug bezeichnet man eine überdachte Verbindung zwischen zwei parallelen Querstraßen. Es gibt vier dieser überwölbten Straßen, von denen zwei bemerkenswert sind: Sādiqiyya und Butchular chārsug. Überdachte Verbindungsgassen werden als dālān bezeichnet; auch in diesen Gassen findet Handel statt. Von den 21 dālāns in Täbris sind die wichtigsten beiden Gāni dālān und Khān dālān.

#### Kleine Basare
Acht kleine Basare, die der lokalen Warenversorgung dienten, wurden als Teile des Großen Basars betrachtet. Sie befinden sich innerhalb der Portale des Basars und verbinden die zentralen Bereiche des großen Basars mit der Peripherie. Der Sorkhāb Bāzārkhāsi ist einer der ältesten Teile des Basars; weitere kleine Basare verbinden die Blaue Moschee mit dem Zentrum des Großen Basars.

#### Moscheen

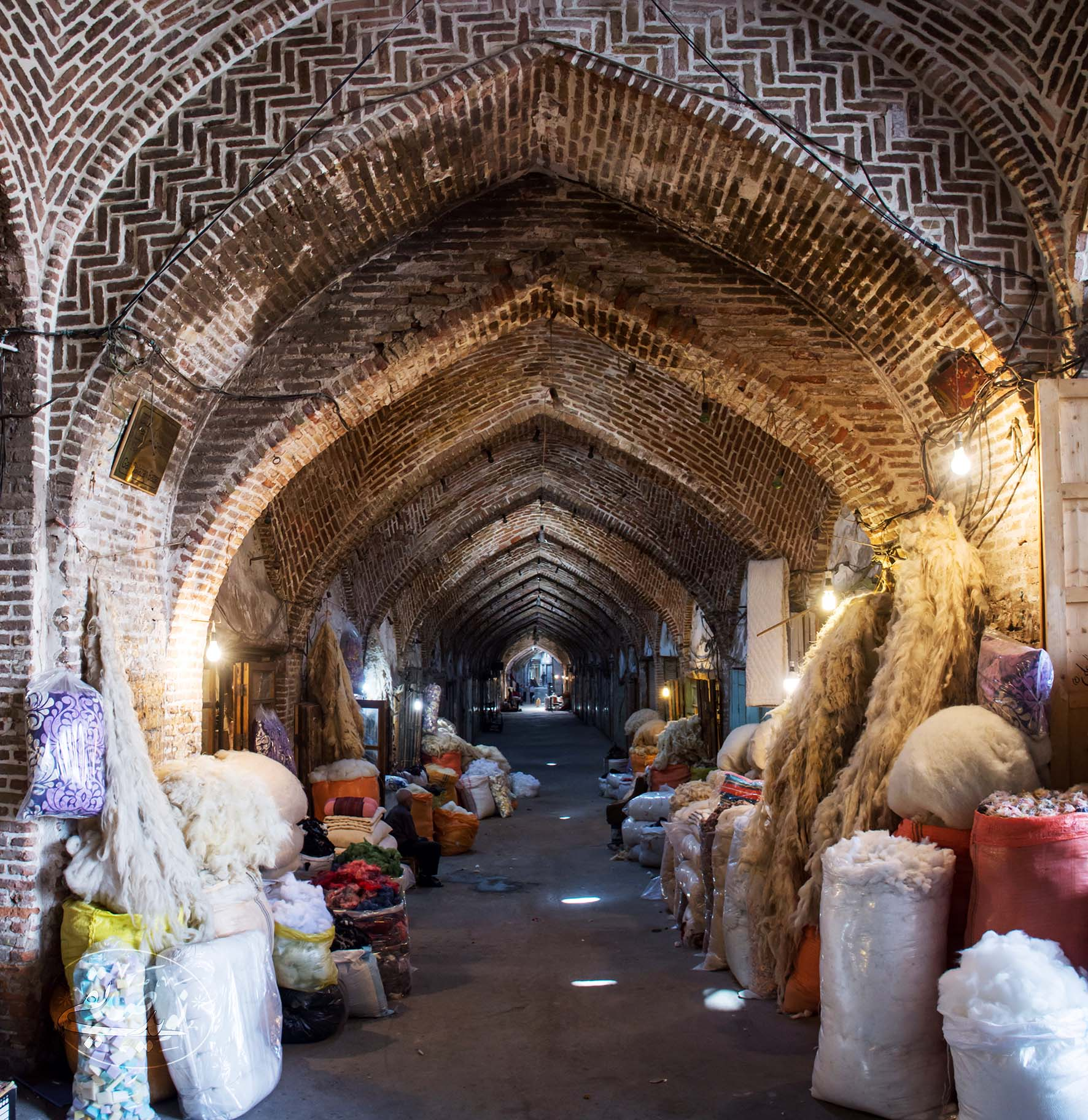
Gan-Dallazan-Basar

Es gibt im Historischen Basar von Täbris 28 Moscheen, von denen zwei besonders herausragen.
Jumā-Machidi ist eine alte Moschee, die aber 1814 bei einem Erdbeben zerstört und vereinfacht wieder aufgebaut wurde. Sie besitzt eine Kufi-Inschrift des Il-Khanats. Die Blaue Moschee (Goi-Machid) wurde bei dem gleichen Erdbeben beschädigt, ihre Restaurierung war erst kurz vor der Aufnahme ins UNESCO-Welterbe abgeschlossen worden.

#### Weitere Gebäude
Außerdem gibt es im Basar fünf Schulen, drei Bibliotheken, fünf Hammams, eine Eiskammer und ein Gymnasium.

## Welterbe-Kriterien

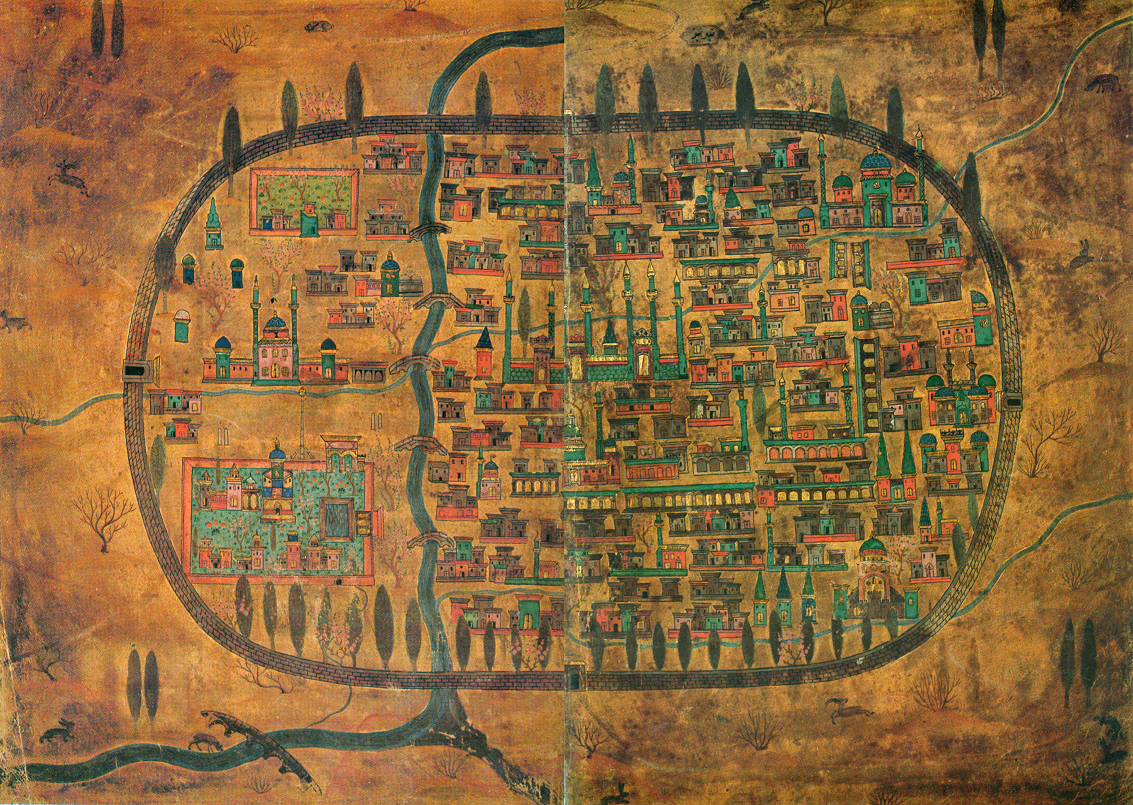
Karte von Täbris im 16. Jahrhundert

### Kriterium II
Der Basar von Täbris ist eines der wichtigsten historischen Handelszentren in Asien. Er zeigt eine besondere urbane Architektur, die über einen langen Zeitraum dem sozio-ökonomischen Leben angepasst war. An ihm lässt sich ablesen, dass der Handel auf der Seidenstraße vielen Bürgern der Stadt Wohlstand brachte.

### Kriterium III
Der Basar von Täbris ist architektonischer Ausdruck einer traditionellen städtischen Lebensweise, die bis in die Gegenwart existiert. Sie ist dadurch gekennzeichnet, dass Gebäude, die dem Handel dienen, auf eine charakteristische Weise mit Schulen und religiösen Einrichtungen zu einem Stadtviertel verbunden sind. Hier fanden Menschen aus unterschiedlichen Kulturen einen gemeinsamen Lebensraum. Spezialisierte Berufe wurden ausgeübt, was auch an der Architektur ablesbar ist.

### Kriterium IV
Dieses Kriterium hebt die Multifunktionalität des Basarkomplexes hervor, in dem die Bauwerke, die unterschiedlichen, teils sehr spezialisierten Zwecken dienten, architektonisch zu Ensembles verbunden wurden. Der Basarkomplex wird so fast zu einer einzigen Gesamtanlage, in die die einzelnen Strukturen integriert sind.

## Integrität und Authentizität
Der Basarkomplex zeigt sich dem Besucher heute im Wesentlichen noch in der Form, die er im 18. Jahrhundert gewonnen hatte. Die verschiedenen Spezialisierungen sind an der Architektur gut ablesbar und entsprechen oft noch der aktuellen Nutzung. Eine gute Quellenlage erlaubt es, die bauliche Entwicklung des Basarkomplexes durch die Jahrhunderte nachzuvollziehen. Einen Einschnitt bildet dabei das Erdbeben von 1780. Die danach notwendigen Neubauten und Reparaturen zeigen klar das hohe handwerkliche Niveau sowie den Stil ihrer Zeit. Heute hat der Basar keinen musealen Charakter, er ist immer noch ein lebendiger und ökonomisch aktiver Teil der Stadt.

## Schutz und Management der Welterbestätte
Im Jahr 1975 wurde der Basar von Täbris als Kulturdenkmal unter Schutz gestellt. Seitdem wurden drei Zonen ausgewiesen: die Kernzone, die Pufferzone und die Kulturlandschaft. Es gelten jeweils verschiedene Regeln für die Genehmigung von Baumaßnahmen. Die Iranische Kulturerbe-, Handwerks- und Tourismusorganisation (ICHHTO) ist die mit der Erhaltung des Welterbes beauftragte Behörde.